# 天主教莫龍教區
天主教莫龍教區（拉丁語：Dioecesis Merlensis-Morenensis）是阿根廷一個羅馬天主教教區，屬布宜諾斯艾利斯總教區。
教區成立於1997年5月13日，包括布宜諾斯艾利斯省莫龍縣、伊圖薩因戈縣和赫靈漢姆縣。2004年有教友511,000人（佔轄區總人口78.0%）、五十二個堂區、七十七名司鐸。現任教區主教為類思·威廉·艾希霍恩。